# 切斯托尼亞鎮區 (密歇根州)
切斯托尼亞鎮區（英語：Chestonia Township）是位於美國密歇根州安特里姆縣的一個行政鎮區。

## 地方資料
切斯托尼亞鎮區的面積為92.00平方千米，當中陸地面積為91.40平方千米，而水域面積為0.60平方千米。根據2020年美國人口普查的數據，當地共有人口512人，而人口密度為每平方千米5.57人。